# Sébastien Bellin
Sébastien Bellin (San Paolo, 14 maggio 1978) è un ex cestista e dirigente sportivo brasiliano naturalizzato belga.
Il 22 marzo 2016 è rimasto ferito alle gambe, anche se non in maniera grave, negli attentati terroristici di Bruxelles.

## Palmarès
- Campionato belga: 1

Ostenda: 2006-07
- Coppa del Belgio: 1

Ostenda: 2008